# باري شيبرد
باري شيبرد (23 أبريل 1937 في أستراليا - 18 سبتمبر 2001 في أستراليا) (بالإنجليزية: Barry Shepherd)‏ هو لاعب كريكت أسترالي. شارك مع منتخب أستراليا الوطني للكريكت. أما مع النوادي، فقد لعب مع فريق غرب أستراليا للكريكت ‏.

## وصلات خارجية
- باري شيبرد على موقع إي آس بي آن كريك إنفو (الإنجليزية)